# لويس بيكر (سياسي)
لويس بيكر (بالإنجليزية: Lewis Baker) هو محامي وصحفي ودبلوماسي وسياسي أمريكي، ولد في 11 نوفمبر 1832 بمقاطعة بلمونت في الولايات المتحدة، وتوفي في 30 أبريل 1899 بواشنطن العاصمة في الولايات المتحدة. حزبياً، نشط في الحزب الديمقراطي. وقد انتخب عضو مجلس ولاية فيرجينيا الغربية.